# 萬永康 (明朝)
萬永康（？—？），雲南临安卫官籍江西南昌縣人。

## 生平
嘉靖戊戌进士萬文彩孫。天啓元年（1621年）辛酉科云南乡试举人，天啓五年（1625年）乙丑科進士，官郎中。